# Iosif Varga (Fußballspieler)
Iosif „Piți“ Varga (* 4. Dezember 1941 in Bukarest; † 22. Mai 1992) war ein rumänischer Fußballspieler und -trainer. Er bestritt 120 Spiele in der höchsten rumänischen Fußballliga, der Divizia A.

## Karriere

### Verein
Varga begann mit dem Fußballspielen in der Jugend von Dinamo Bukarest und kam im Sommer 1958 im Alter von siebzehn Jahren in den Kader der ersten Mannschaft. Am 24. August 1958 kam er zu seinem ersten Einsatz in der Divizia A, als er gegen Steagul Roșu Orașul Stalin drei Tore erzielen konnte. Trotz dieses Einstandes wurde er in der Saison 1958/59 nur unregelmäßig eingesetzt. Am Saisonende gewann er durch den Pokalsieg seinen ersten Titel. In den folgenden Spielzeiten entwickelte er sich zum Stammspieler und gewann mit seiner Mannschaft die Meisterschaften 1961/62 und 1962/63. In der Spielzeit 1963/64 kam er seltener zum Einsatz und hatte somit nur geringen Anteil am Doublegewinn 1964.
Im Sommer 1964 verließ Varga Dinamo und wechselte zum Ligakonkurrenten Dinamo Pitești. Auch hier kam er kaum zum Zuge und kehrte bereits nach einem halben Jahr in die Hauptstadt zurück. Dies änderte sich auch in den folgenden Jahren nicht. Die Meisterschaft 1965 und den Pokalsieg 1968 erlebte er als Ersatzspieler. Im Sommer 1969 verließ Varga Rumänien und wechselte zum Wuppertaler SV in die deutsche Regionalliga West. Ein Jahr später beendete der Meister des Sports seine aktive Laufbahn.
Anschließend wurde Varga Trainer im Kinder- und Jugendbereich von Dinamo Bukarest. Anfang April 1985 löste er Cornel Dinu als Trainer der ersten Mannschaft ab und beendete die Spielzeit 1984/85 als Vizemeister hinter Steaua Bukarest. Nach Saisonende musste er seinen Platz für Constantin Cernăianu räumen.

### Nationalmannschaft
Varga bestritt drei Spiele für die rumänische Nationalmannschaft. Er debütierte am 12. Mai 1963 im Freundschaftsspiel gegen die DDR. Nationaltrainer Silviu Ploeșteanu setzte ihn auch in den beiden folgenden Spielen von Beginn an ein, so dass er am 23. Juni 1963 gegen Dänemark zu seinem dritten und letzten Länderspiel kam.

## Erfolge

### Als Spieler
- Rumänischer Meister: 1962, 1963, 1964, 1965.
- Rumänischer Pokalsieger: 1959, 1964, 1968.

### Als Trainer
- Rumänischer Vizemeister: 1985.